# Daniel Rastić
Daniel Rastić (n. 1794, Bunić⁠(d), Lika-Senj, Croația – d. 4 mai 1853, Gospić, Lika-Senj, Croația), cu numele oficial germanizat: Freiherr Daniel von Rastich, a fost un general-locotenent austriac.

## Cariera militară
Începând din 1809 a fost sublocotenent în cadrul Regimentului 2 Grăniceri din Otočac. A luptat în Războaiele Napoleoniene, fiind rănit de două ori și înaintat în 1814 la gradul de locotenent. Din 1815 a servit în Regimentul 4 Grăniceri din Slunj și în Regimentul 1 Grăniceri din Lika. În 1828 a fost avansat locotenent-major și în 1832 căpitan. Între anii 1815 și 1828 a predat matematica la Școala Militară de la Thurn. În 1836 a fost înaintat la gradul de maior și în 1840 la gradul de locotenent-colonel, îndeplinind funcția de aghiotant în cadrul cartierului militar general din Zagreb. Începând din 1845 a fost colonel în Regimentul 9 Grăniceri din Petrovaradin.
În 1848 nu s-a alăturat revoluției sârbe, fiind arestat de sârbi pentru o scurtă perioadă scurtă de timp. Nu s-a mai întors apoi la regimentul lui, ci a devenit comandant al unei brigăzi a armatei conduse de Jelačić, dar în noiembrie 1848 a revenit în Croația în calitate de comandant militar al orașului Varaždin. În ianuarie 1849 a fost înaintat la gradul de general-major și numit comandant al unei brigăzi din cadrul corpului I condus de Jelačić. La 4 aprilie 1849, aflat la Tápióbicske în ariergarda armatei lui Jelačić a fost surprins de apropierea neatentă a corpului I al Armatei Revoluționare Maghiare. Soldații lui Klapka au intrat în panică, iar Rastić a obținut o victorie strălucită, dar în curând a ajuns corpul III de armată al lui Damjanich, așa că situația bătăliei s-a inversat. În iulie 1849 a fost decorat cu Ordinul Militar „Maria Terezia”. În timpul verii a luptat în Délvidék (regiunea sudică a Regatului Ungariei), a participat la asediul orașului Petrovaradin și a acoperit retragerea lui Jelačić din Kishegyes (14 iulie). În 1852 a fost înnobilat cu titlul de baron și în 1853 a fost scos la pensie cu gradul de general-locotenent.